# ایده‌لو (همدان)
ایده‌لو، روستایی است از توابع بخش شرا شهرستان همدان در استان همدان ایران.

## جمعیت
این روستا در دهستان چاه‌دشت قرار داشته و براساس آخرین سرشماری مرکز آمار ایران که در سال ۱۳۹۵ صورت گرفته، جمعیت آن ۱۰۶نفر (۲۷خانوار) بوده‌است.